# Buzz Calkins
Bradley Hobson Calkins Jr. (Denver, Colorado, Estados Unidos; 2 de mayo de 1971), más conocido como Buzz Calkins, es un expiloto de automovilismo estadounidense. En 1996 fue campeón de la Indy Racing League.

## Carrera
Después de un exitoso paso por la Indy Lights entre 1993 y 1995, donde terminó 11.º, 10.º y 6.º en sus tres temporadas, Calkins y el equipo Bradley Motorsports, adquirieron un chasis Reynard de 1995 para competir en la temporada inaugural de la Indy Racing League (IRL) en 1996. Ganó la carrera inaugural de la serie, en Walt Disney World Speedway, por delante de Tony Stewart y fue cocampeón de la categoría junto a Scott Sharp (empatados en los puntos con 246 cada uno). También compitió en las 500 Millas de Indianápolis seis veces, siendo su mejor resultado un décimo lugar en 1998.

## Vida personal
Buzz Calkins se graduó de la Universidad de Colorado en Boulder en 1993. Obtuvo una Maestría en Administración de Empresas de la Escuela de Administración Kellogg de la Universidad del Noroeste en 2000. En 2001, después de retirarse del automovilismo, se aventuró en el mundo de los negocios. Se desempeñó como presidente de la empresa de su padre, Bradley Petroleum, hasta su venta en 2017.

## Resultados

### Indy Racing League
(Clave) (negrita indica pole position) (cursiva indica vuelta rápida)

| Año     | Escudería           | Motor      | 1      | 2      | 3       | 4       | 5       | 6       | 7      | 8       | 9       | 10     | 11     | 12    | 13     | Pos. | Puntos |
| ------- | ------------------- | ---------- | ------ | ------ | ------- | ------- | ------- | ------- | ------ | ------- | ------- | ------ | ------ | ----- | ------ | ---- | ------ |
| 1996    | Bradley Motorsports | Ford       | WDW 1  | PHX 6  | INDY 17 |         |         |         |        |         |         |        |        |       |        | 1.º  | 246    |
| 1996-97 | Bradley Motorsports | Ford       | NWH 2  | LVS 6  |         |         |         |         |        |         |         |        |        |       |        | 10.º | 204    |
| 1996-97 | Bradley Motorsports | Oldsmobile |        |        | WDW 11  | PHX 8   | INDY 11 | TXS 19  | PPI 5  | CLT     | NH2 21  | LV2 28 |        |       |        | 10.º | 204    |
| 1998    | Bradley Motorsports | Oldsmobile | WDW 14 | PHX 9  | INDY 10 | TXS 15  | NWH 15  | DOV Wth | CLT    | PPIR 24 | ATL 28  | TX2 11 | LVS 11 |       |        | 19.º | 134    |
| 1999    | Bradley Motorsports | Oldsmobile | WDW 17 | PHX 14 | CLT C   | INDY 19 | TXS 9   | PPI 14  | ATL 5  | DOV 8   | PPI2 15 | LVS 5  | TX2 8  |       |        | 13.º | 201    |
| 2000    | Bradley Motorsports | Oldsmobile | WDW 8  | PHX 23 | LVS 25  | INDY 18 | TXS 4   | PPI 12  | ATL 23 | KTY 12  | TX2 9   |        |        |       |        | 15.º | 145    |
| 2001    | Bradley Motorsports | Oldsmobile | PHX 9  | HMS 16 | ATL 3   | INDY 12 | TXS 15  | PPI 15  | RIR 10 | KAN 13  | NSH 9   | KTY 16 | STL 22 | CHI 9 | TX2 10 | 9.º  | 242    |
| Fuente: |                     |            |        |        |         |         |         |         |        |         |         |        |        |       |        |      |        |